# 1976年夏季奧林匹克運動會摩納哥代表團
1976年夏季奧林匹克運動會摩納哥代表團參加1976年7月17日至8月1日在加拿大蒙特利爾舉行的1976年夏季奧林匹克運動會，摩納哥今次是第十一次參加夏季奧林匹克運動會，派出八名運動員參加游泳、劍擊及射擊比賽。

## 比賽成績

### 帆船
三名運動員代表摩納哥參賽，這是該國第五次參加帆船比賽。
| 熱拉爾·巴塔利亞 | 梭林型 | 168 | 23/24 |
| 讓-皮埃爾·博羅  | 梭林型 | 168 | 23/24 |
| 克勞德·羅西     | 梭林型 | 168 | 23/24 |

### 射擊
四名運動員代表摩納哥參賽，這是該國第八次參加射擊比賽。
| 喬·巴拉爾     | 混合50米步槍臥射 | 582 | 60/78    |
| 皮埃爾·布瓦松 | 混合50米步槍臥射 | 581 | 64/78    |
| 馬塞爾·魯埃   | 男子不定向飛靶   | 141 | 42/43    |
| 保羅·塞魯蒂   | 男子不定向飛靶   | 129 | 取消資格 |

### 游泳
一名運動員代表摩納哥參賽，這是該國第一次參加游泳比賽。
| 帕特里克·諾瓦雷蒂 | 男子200米自由泳 | 2:04.29 | 54/55    |
| 帕特里克·諾瓦雷蒂 | 男子400米自由泳 | 4:20.62 | 45/47    |
| 帕特里克·諾瓦雷蒂 | 男子400米混合泳 | --      | 取消資格 |